# Кушнір

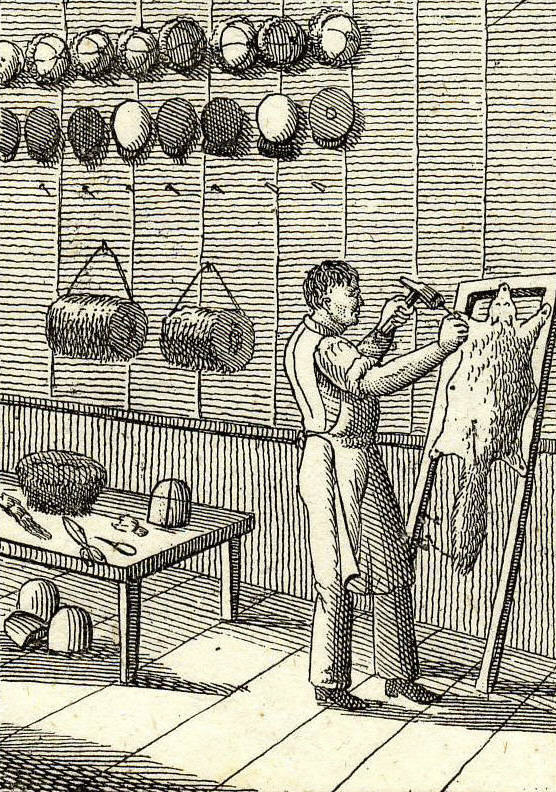

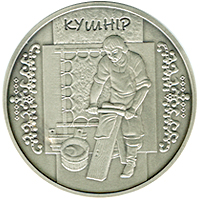
Срібна монета НБУ присвячена кушнірству (реверс)

Кушні́р, заст. кушни́р — ремісник (фахівець), що вичиняє хутро зі шкури й шиє хутряні вироби, спеціаліст із кушнірства.
Слово кушнір походить через посередництво пол. kusznierz, kurśnierz, kurśnirz (сучасне kuśnierz) від сер.-в.-нім. kürsenœre, kers(e)ner (сучасне нім. Kürschner), пов'язаного з давн.в-нім. kursinna («хутро», «шуба»), яке там уважається слов'янізмом (від прасл. *kъr̥zьno, пор. д.-рус. кързьно «хутряний плащ, корзно»). У староукраїнській мові засвідчене як кушнеръ (1494), пізніше — як кушнѣръ (XVIII ст.). Відома ще одна стара назва професії — гарбар, яка походить через пол. garbarz від сер.-в.-нім. gerwer.

## Сучасна класифікація кушнірів
Сучасний «Класифікатор професій» серед кушнірів фіксує такі професійні назви робіт:
- Контролер хутряної сировини та напівфабрикатів у сирицефарбувальному виробництві
- Сортувальник шкіряно-хутряної сировини
- Бригадир на дільницях основного виробництва (кушнірські роботи)
- Вимірювач шкіряно-хутряної сировини та матеріалу
- Консервувальник шкіряної та хутряної сировини
- Консервувальник шкіряно-хутряної сировини
- Кушнір-обробник
- Кушнір-розкрійник
- Кушнір-складальник
- Оброблювач хутряних шкурок (опоряджувальні операції)
- Правильник хутряних шкурок та скроїв виробів
- Розпилювач хутра та повсті
- Термообробник хутряних шкурок
- Фарбувальник хутра та шубної овчини

## В ономастиці
Назва популярного фаху стала основою для низки прізвищ. Серед них — українські Кушнір, Кушніренко, Кушнірчук, Кушнірук, Кашпір, Кашпірко Кушніров, російські Кушнар (рос. Кушнарь), Кушнарьов і Скорняков, єврейське (ідиш) Кушнер, французькі Пелісьє, Пельтьє і Пеллетьє, німецьке Кюршнер, угорське Сюч.
У Недригайлівському районі Сумської області є село Кушніри.